# Bristol Siddeley
Bristol Siddley – brytyjski koncern branży lotniczej. Funkcjonował w latach 1959 - 1966. Powstał, gdy koncern Bristol kupił zakłady Armstrong Siddeley.
Do najbardziej znanych konstrukcji wytwarzanych w ramach Bristol Siddeley należały Olympus, Orpheus, Pegasus, Proteus oraz Viper.
W koncernie montowano także silniki na licencji francuskiej firmy Turboméca oraz General Electric. W 1966 roku Bristol Siddeley został kupiony przez koncern Rolls-Royce. Wówczas marka Bristol Siddeley zniknęła z rynku.